# Ekaterina Gordeeva
Ekaterina Gordeeva (n. 28 mai 1971, Moscova, RSFS Rusă, URSS) este o patinatoare artistică ce a reprezentat Uniunea Republicilor Sovietice Socialiste, medaliată olimpică. A participat la 2 ediții ale Jocurilor Olimpice (1988, 1994) în care a câștigat o medalie de aur.